# Raymond Poulidor
Raymond Poulidor (Masbaraud-Mérignat, 15 aprile 1936 – Saint-Léonard-de-Noblat, 13 novembre 2019) è stato un ciclista su strada francese.
Professionista dal 1960 al 1977, vinse una Vuelta a España, sette tappe al Tour de France, una Milano-Sanremo e una Freccia Vallone.
È noto in tutto il mondo come "L'Eterno Secondo" (L'Éternel Second), per i suoi svariati piazzamenti sul podio, ma scarse vittorie, nonostante le sue ottime qualità.

## Carriera
Nei suoi diciotto anni di carriera da professionista ha avuto modo di correre a fianco di Louison Bobet, Jacques Anquetil, Federico Bahamontes, Rik Van Looy, Eddy Merckx, Felice Gimondi, Joop Zoetemelk (per anni suo compagno di squadra), Bernard Hinault. La rivalità tra Anquetil e Poulidor è una delle più note nell'intera storia dello sport francese e ha assunto anche aspetti extrasportivi, travalicando in parte le personalità in gioco. L'opinione pubblica vedeva in Poulidor l'espressione di una Francia arcaica, generosa, maniacalmente dedita alla propria occupazione; Anquetil rappresentava invece una Francia modernizzatrice, calcolatrice, in cui il successo nel ciclismo era un mezzo per una rapida ascesa sociale. Insieme a Merckx, Gimondi (suoi contemporanei) e Hinault (molto più giovane), Poulidor rappresenta il modo tradizionale d'intendere il ciclismo nei decenni del secondo dopoguerra: una continua presenza in sella da febbraio a ottobre, attraverso classiche, grandi Giri, campionato mondiale e brevi corse a tappe (come la Parigi-Nizza).
Raymond Poulidor vinse la Vuelta a España 1964 e si aggiudicò sette tappe al Tour de France. Nella corsa francese ha il record di piazzamenti sul podio (otto), l'ultimo dei quali nel 1976 all'età di 40 anni: inoltre fra il primo suo podio, nel 1962, e l'ottavo suo podio, nel 1976, intercorrono 14 anni (record per il Tour). Tuttavia non ha mai indossato nemmeno per un giorno la maglia gialla, simbolo del leader della classifica generale alla Grande Boucle. Due volte la mancò per poco: nei prologhi a cronometro del Tour del 1967 (ad Angers, staccato di 6" da José Maria Errandonea) e del Tour del 1973 (a Scheveningen, nei Paesi Bassi, staccato di un solo secondo da Joop Zoetemelk). In ogni caso, il suo Tour più bello fu quello del 1964, considerato uno dei più drammatici di tutti i tempi dai cronisti, dai tifosi e dagli storici, quando dopo una dura lotta Jacques Anquetil lo precedette di 55".
A cronometro Poulidor era abbastanza competitivo, ma non al punto da mettere in dubbio la superiorità di Anquetil in questa specialità. Anquetil, così, nelle tre tappe a cronometro del Tour del 1964 (da lui tutte vinte) diede a Poulidor un distacco complessivo di 1'24", che nella classifica finale fece pendere la bilancia a favore del corridore normanno. Retrospettivamente, però, il momento decisivo del Tour 1964 ebbe luogo alla fine della 9ª tappa, Briançon-Monaco. Alla fine di 239 km. molto faticosi (all'inizio della tappa si erano affrontate le difficili cime alpine del Col du Vars e del Col de la Bonette) Poulidor sprintò, credendo di vincere la tappa. Invece c'era ancora da completare un giro di pista. Poulidor fu sorpreso e Anquetil ne approfittò per aggiudicarsi la frazione e ottenere il minuto di abbuono che allora spettava ai vincitori di tappa. Questo minuto di abbuono alla fine fece la differenza nella classifica generale.
Poulidor è stato anche un buon specialista di classiche, vincendo la Milano-Sanremo 1961 e la Freccia Vallone 1963. Ha inoltre partecipato per diciotto anni consecutivi, dal 1960 al 1977, ai campionati del mondo di ciclismo su strada, salendo quattro volte sul podio e ritirandosi una sola volta (a San Sebastián nel 1965). Fra il primo suo podio (Berna, 1961) e il quarto (Montréal, 1974) sono intercorsi tredici anni, e anche questo è un record di longevità. È ricordato oggi anche per essere stato, all'inizio degli anni 1960, il primo corridore sottoposto a un regolare test antidoping.
Aveva due nipoti, i ciclocrossisti e ciclisti su strada David e Mathieu van der Poel, nati in Belgio ma di nazionalità olandese, figli del genero Adrie van der Poel.

## Palmarès
- 1960 (Mercier, due vittorie)

Circuit du Mont Ventoux
Bordeaux-Saintes
- 1961 (Mercier, tre vittorie)

Milano-Sanremo
Le Mont Faron - Chrono
Campionati francesi, Prova in linea
- 1962 (Mercier, una vittoria)

19ª tappa Tour de France (Briançon > Aix-les-Bains)
- 1963 (Mercier, cinque vittorie)

1ª tappa Critérium National
Grand Prix des Nations
Freccia Vallone
2ª tappa Parigi-Lussemburgo (Reims > Lussemburgo)
Gran Premio di Lugano, cronometro
- 1964 (Mercier, nove vittorie)

Grand Prix de Cannes
7ª tappa Parigi-Nizza (Ajaccio > Porto Vecchio
2ª tappa Critérium National
Classifica generale Critérium National
15ª tappa Vuelta a España (Valladolid, cronometro)
Classifica generale Vuelta a España
2ª tappa Critérium du Dauphiné Libéré (Vals-les-Bains > Saint-Étienne)
4ª tappa, 1ª semitappa Critérium du Dauphiné Libéré (Villefranche-sur-Saône, cronometro)
15ª tappa Tour de France (Tolosa > Bagnères-de-Luchon)
- 1965 (Mercier, sette vittorie)

2ª tappa Critérium National
3ª tappa Tour du Sud-Est
4ª tappa Vuelta a España (Mieres, cronometro)
16ª tappa Vuelta a España (Bayonne > San Sebastián, cronometro)
5ª tappa, 2ª semitappa Tour de France (Châteaulin, cronometro)
14ª tappa Tour de France (Montpellier > Mont Ventoux)
Escalada a Montjuïc
- 1966 (Mercier, otto vittorie)

6ª tappa Parigi-Nizza (Isola Rossa, cronometro)
2ª tappa Critérium National
Classifica generale Critérium National
Le Mont Faron - Chrono
Subida a Arrate
7ª tappa Critérium du Dauphiné Libéré (Pierrelatte > Montélimar, cronometro)
Classifica generale Critérium du Dauphiné Libéré
14ª tappa, 2ª semitappa Tour de France (Vals-les-Bains, cronometro)
- 1967 (Mercier, quattro vittorie)

17ª tappa Vuelta a España (Vitoria-Gasteiz, cronometro)
22ª tappa, 1ª semitappa Tour de France (Parigi, cronometro)
Attraverso Losanna
Escalada a Montjuïc
- 1968 (Mercier, cinque vittorie)

3ª tappa Giro del Belgio (Spa > Gand)
Subida a Arrate
Classifica generale Critérium National
3ª tappa 4 Jours de Dunkerque
Escalada a Montjuïc
- 1969 (Mercier, sei vittorie)

1ª tappa Parigi-Nizza (Villebon-sur-Yvette, cronometro)
4ª tappa, 2ª semitappa Vuelta al País Vasco (Guernica > Bilbao)
1ª tappa Circuit des Six Provinces
5ª tappa Circuit des Six Provinces
Classifica generale Circuit des Six Provinces
Tour du Haut Var
- 1971 (Fagor, due vittorie)

Classifica generale Critérium National
Classifica generale Setmana Catalana de Ciclisme
- 1972 (Gan, sei vittorie)

Grand Prix de Pleurtuit
Mont Chauve
7ª tappa Parigi-Nizza (Nizza > Col d'Èze, cronometro)
Classifica generale Parigi-Nizza
1ª tappa, 1ª semitappa Setmana Catalana de Ciclisme (Circuito del Montjuïc/Barcellona, cronometro)
Classifica generale Critérium National
- 1973 (Gan, due vittorie)

Grand Prix du Midi Libre
Classifica generale Parigi-Nizza
- 1974 (Gan, due vittorie)

6ª tappa Critérium du Dauphiné Libéré (Vals-les-Bains, cronometro)
16ª tappa Tour de France (La Seu d'Urgell > Saint-Lary-Soulan)
- 1975 (Gan, una vittoria)

3ª tappa Tour du Limousin

### Altri successi
- 1964 (Mercier)

Super Prestige Pernod
- 1967 (Mercier)

Circuit de l'Aulne (Criterium)

## Piazzamenti

### Grandi Giri
- Tour de France

1962: 3º
1963: 8º
1964: 2º
1965: 2º
1966: 3º
1967: 9º
1968: non partito (17ª tappa)
1969: 3º
1970: 7º
1972: 3º
1973: ritirato (13ª tappa)
1974: 2º
1975: 19º
1976: 3º
- Vuelta a España

1964: vincitore
1965: 2º
1967: 8º
1971: 9º

### Classiche monumento
- Milano-Sanremo

1961: vincitore
1963: 57º
1964: 2º
1965: 41º
1966: 7º
1967: 33º
1968: 5º
1969: 53º
1970: 62º
1973: 46º
1975: ritirato
1976: 47º
- Giro delle Fiandre

1961: 17º
1962: ritirato
1963: 9º
1964: 30º
1965: 32º
1966: 36º
1967: 27º
1968: 15º
1969: ritirato
1971: 65º
1972: 28º
1974: 28º
1976: 42º
- Parigi-Roubaix

1960: 19º
1961: 36º
1962: 5º
1963: 6º
1965: ritirato
1967: 7º
1968: 6º
1969: ritirato
1970: 13º
1971: 11º
1972: 10º
1973: 10º
1974: 24º
1976: 13º
1977: 12º
- Liegi-Bastogne-Liegi

1963: 5º
1968: 3º
1970: 8º
1972: ritirato
1973: 4º
1976: 8º
- Giro di Lombardia

1960: 96º
1961: 12º
1963: 13º
1964: ritirato
1965: 6º
1966: 3º
1967: 3º
1968: 16º
1969: 5º
1972: 15º
1976: 5º

### Competizioni mondiali
- Campionati del mondo

Karl-Marx-Stadt 1960 - In linea: 5º
Berna 1961 - In linea: 3º
Salò 1962 - In linea: 25º
Ronse 1963 - In linea: 5º
Sallanches 1964 - In linea: 3º
San Sebastián 1965 - In linea: ritirato
Nürburgring 1966 - In linea: 3º
Heerlen 1967 - In linea: 24º
Imola 1968 - In linea: 7º
Zolder 1969 - In linea: 56º
Leicester 1970 - In linea: 37º
Mendrisio 1971 - In linea: 45º
Gap 1972 - In linea: 33º
Barcellona 1973 - In linea: 35º
Montréal 1974 - In linea: 2º
Yvoir 1975 - In linea: 17º
Ostuni 1976 - In linea: 24º
San Cristóbal 1977 - In linea: 32º

## Riconoscimenti
- Mendrisio d'Oro del Velo Club Mendrisio nel 1974
- Premio Henry Deutsch de la Meurthe dell'Accademia dello Sport nel 1974
- Inserito tra le Gloire du sport